# Подлесное (Кременецкий район)
Подлесное (укр. Підлісне) — село в Кременецкой городской общине Кременецкого района Тернопольской области Украины.
Код КОАТУУ — 6123485602. Население по переписи 2001 года составляло 224 человека.

## Географическое положение
Село Подлесное находится на правом берегу реки Вилия,
выше по течению на расстоянии в 2 км расположено село Боновка,
ниже по течению на расстоянии в 1 км расположено село Новосёлки (Шумский район).
Река в этом месте пересыхает.

## История
В 1946 г. Указом Президиума ВС УССР село Малые Фельварки переименовано в Подлесное.

## Объекты социальной сферы
- Фельдшерско-акушерский пункт.